# Giuseppe Borselli
Giuseppe Borselli (Cento, 28 febbraio 1809 – Bondeno, 26 luglio 1892) è stato un politico italiano.
Fu senatore del Regno d'Italia nella XIII legislatura.